# (6286) 1983 EU
(6286) 1983 EU là một tiểu hành tinh vành đai chính. Nó được phát hiện bởi Evan Barr ở trạm Anderson Mesa của đài thiên văn Lowell phía nam thuộc Flagstaff, Arizona, ngày 10 tháng 3 năm 1983.